# Antonio Ferrua
Antonio Ferrua (Trinità, 31 marzo 1901 – Roma, 25 maggio 2003) è stato un presbitero, archeologo ed epigrafista italiano.

## Biografia
Sacerdote gesuita fu ordinato nel 1930. Nel 1933 si laureò all'Università di Torino in lettere classiche con una tesi sugli epigrammi di Damaso (“Epigrammata damasiana”), e nel 1937 si laureò in epigrafia cristiana presso il Pontificio Istituto di Archeologia Cristiana.
Nel 1940 fu chiamato da Pio XII a lavorare agli scavi della tomba di Pietro nella necropoli vaticana: la disputa con un'altra grande archeologa ed epigrafista italiana, Margherita Guarducci, sul ritrovamento delle ossa di san Pietro, durerà fino alla fine della sua lunghissima vita.
Fu professore e rettore del Pontificio Istituto di Archeologia Cristiana, segretario della Pontificia Commissione di Archeologia Sacra, conservatore della Biblioteca Apostolica Vaticana. Fu membro di diversi istituti, tra i quali la Pontificia accademia romana di archeologia, la Società romana di storia patria, l'Istituto nazionale di studi romani e il Deutsches Archäologisches Institut (Istituto Archeologico Germanico). È stato, tra l'altro, scrittore de La Civiltà Cattolica.
Innumerevoli le sue pubblicazioni, fra cui la monumentale “Inscriptiones christianae Urbis Romae septimo saeculo antiquiores” in nove volumi.